# 공기조화

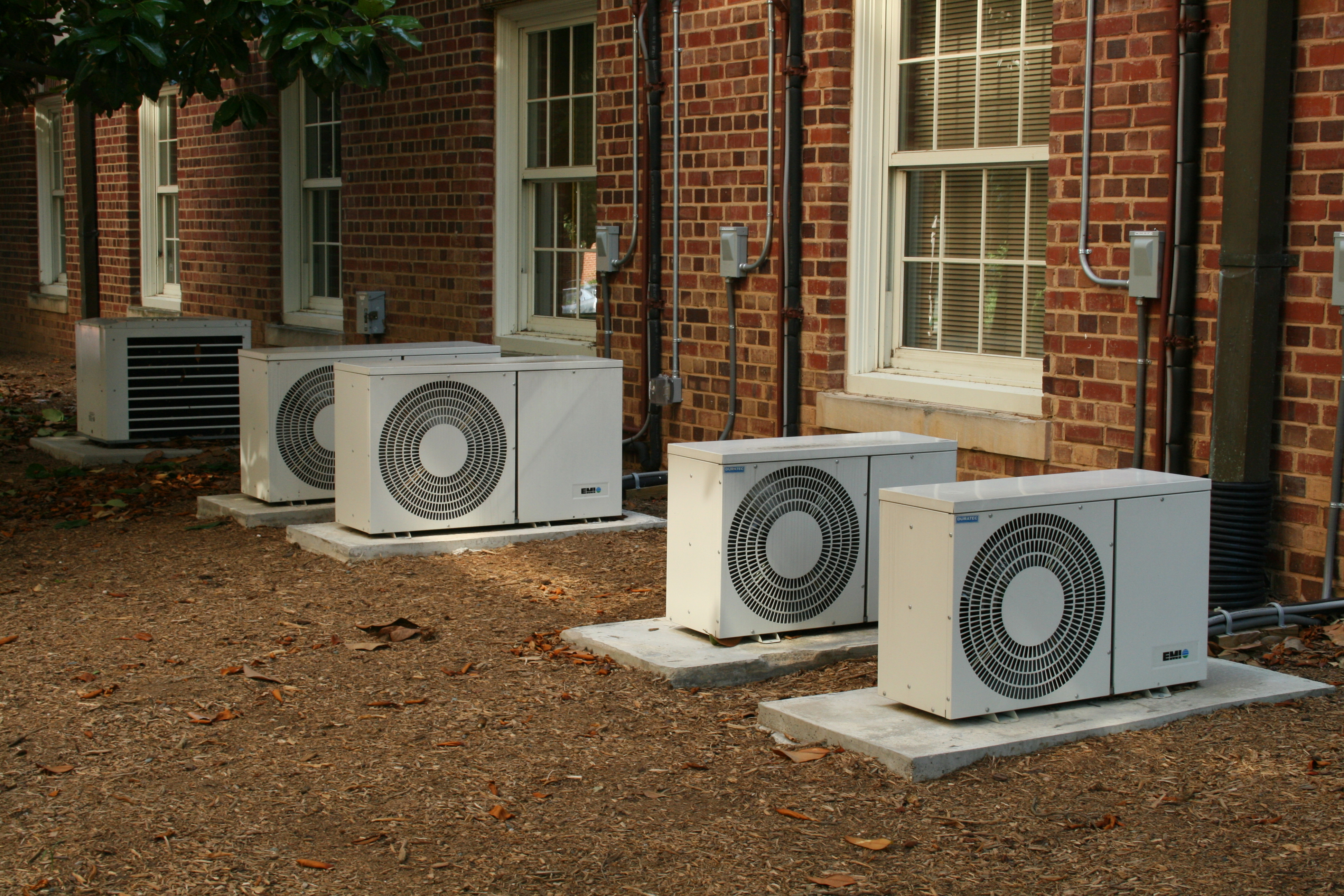
건물 밖에 설치된 공기조화장치.

공기조화(空氣調和, 영어: Air Conditioning) 또는 에어컨(영어: Air Con, AC)은 거주자의 편안함을 개선하기 위해 사용 중인 공간의 인테리어로부터 열기와 습기를 제거하는 과정이다. 또한 공기조화는 실내 공기의 온도와 습도·기류 등을 알맞게 조절하거나 관리해준다.

## 같이 보기
- 공기조화기술
- 공기여과기
- 공기청정기
- 청정실
- 실내 공기질
- 미세먼지